# Agrinio
Agrinio  (in greco Αγρίνιο?) è un comune della Grecia situato nella periferia della Grecia occidentale (unità periferica dell'Etolia-Acarnania) con 96.889 abitanti secondo i dati del censimento 2001.
A seguito della riforma amministrativa detta Programma Callicrate in vigore dal gennaio 2011 che ha abolito le prefetture e accorpato numerosi comuni, la superficie del comune è ora di 1.229 km² e la popolazione è passata da 57.174 a 96.889 abitanti.

## Storia
Agrinio, fondata secondo il mito da Agrio, padre degli Agrei, in epoca antica fu contesa da Etoli e Acarnani, trovandosi nel confine tra le due popolazioni greche. Nel 314 a.C. fu distrutta da Cassandro. 
La città risorse durante il periodo ottomano con il nome di Vrachori. In seguito all'Indipendenza della Grecia fu rinominata con l'antico nome: Agrinio.
Alla fine del XIX e agli inizi del XX secolo la popolazione di Agrinio crebbe, anche grazie all'arrivo di rifugiati microasiatici e all'immigrazione interna dall'Epiro e dall'Euritania. Nel XX secolo si sviluppò una fiorente industria del tabacco. Inoltre è importante la coltivazione di ulivi.